# Clare Christian
Pour les articles homonymes, voir Christian.
Clare Margaret Christian (née le 11 septembre 1945 sur l'île de Man) est l'actuelle présidente du Tynwald, parlement bicamériste de l’île de Man. De 1996 à 2004, elle est ministre de la santé dans le gouvernement de l'île de Man.
Elle est aussi connue pour être la fille de sir Charles Kerruish, un autre président du Tynwald.

## Biographie
Clare Christian est pour la première fois élue membre de la House of Keys en 1980 en tant que représentante d'Ayre. Réélue en 1981, elle échoue à conserver ce siège en 1986.

### Présidente du Tynwald
Le 12 juillet 2011, elle est élue à la présidence du Tynwald, le parlement de l'île, par 20 voix contre 12 à son concurrent Steve Rodan, devenant la première femme de l'île à siéger à ce poste,.